# Gärddatjåhkkå
Gärddatjåhkkå är ett naturreservat i Jokkmokks kommun i Norrbottens län.
Området är naturskyddat sedan 2013 och är 0,4 kvadratkilometer stort. Reservatet omfattar sydvästsluttningen av berget Gärddatjåhkkå. Reservatet består av tallskog. 